# Іванопільська селищна рада
Іванопільська се́лищна ра́да (до 1938 року — Янушпільська сільська рада, у 1938—1946 роках — Янушпільська селищна рада,) — колишня адміністративно-територіальна одиниця та орган місцевого самоврядування в Янушпільському, Бердичівському, Чуднівському районах Житомирської, Бердичівської округ, Вінницької і Житомирської областей УРСР та України з адміністративним центром у смт Іванопіль.

## Загальні відомості
- Територія ради: 82,928 км²
- Територією ради протікає притока річки Тетерів

## Населені пункти
Селищній раді були підпорядковані населені пункти:
- смт Іванопіль
- с. Медведиха
- с. Радісне

## Населення
Кількість населення ради, станом на 1923 рік, становила 7 349 осіб, кількість дворів — 1 308.
Відповідно до перепису населення СРСР, на 17 грудня 1926 року чисельність населення ради становила 7 359 осіб, з них за статтю: чоловіків — 3 585, жінок — 3 774; за етнічним складом: українців — 4 300, росіян — 63, євреїв — 1 368, поляків — 1 613, чехів — 3, інші — 12. Кількість домогосподарств — 1 406, з них, несільського типу — 2.
Відповідно до результатів перепису населення 1989 року, кількість населення ради, станом на 12 січня 1989 року, становила 5 163 особи.
Станом на 5 грудня 2001 року, відповідно до перепису населення України, кількість мешканців селищної ради становила 4 212 осіб.

## Склад ради
Рада складалася з 20 депутатів та голови.
- Голова ради: Марков Іван Анатолійович

### Керівний склад попередніх скликань
| Прізвище, ім'я, по батькові | Основні відомості                                                            | Дата обрання | Дата звільнення |
| --------------------------- | ---------------------------------------------------------------------------- | ------------ | --------------- |
| Левківський Микола Петрович | Селищний голова, 1951 року народження, безпартійний                          | 26.03.2006   | 31.10.2010      |
| Марков Іван Анатолійович    | Селищний голова, 1971 року народження, освіта середня загальна, безпартійний | 31.10.2010   |                 |

Примітка: таблиця складена за даними сайту Верховної Ради України

### VI скликання
За результатами місцевих виборів 2010 року депутатами ради стали:

#### За суб'єктами висування
| Суб'єкт висування                     | Кількість обраних депутатів | %  |
| ------------------------------------- | --------------------------- | -- |
| Партія регіонів                       | 9                           | 45 |
| Самовисування                         | 9                           | 45 |
| Народна партія                        | 1                           | 5  |
| Українська соціал-демократична партія | 1                           | 5  |

#### За округами
| № округу                              | Прізвище, ім'я, по батькові        | Дата визнання обраним | Освіта             | Партійна приналежність | Відомості про обраного депутата                                            |
| ------------------------------------- | ---------------------------------- | --------------------- | ------------------ | ---------------------- | -------------------------------------------------------------------------- |
| Народна Партія                        |                                    |                       |                    |                        |                                                                            |
| 9                                     | Свинарчук Михайло Павлович         | 05.11.2010            | вища               | член Народної партії   | Іванопільська дільнична лікарня, сімейний лікар                            |
| Партія регіонів                       |                                    |                       |                    |                        |                                                                            |
| 3                                     | Янчук Наталія Іванівна             | 05.11.2010            | вища               | позапартійна           | Іванопільська загальноосвітня школа, вчитель                               |
| 4                                     | Звягельський Володимир Миколайович | 05.11.2010            | середня спеціальна | позапартійний          | ТОВ «АТК», агроном                                                         |
| 6                                     | Гудим Оксана Анатоліївна           | 05.11.2010            | вища               | позапартійна           | Іванопільська загальноосвітня школа, вчитель                               |
| 7                                     | Сінько Віталій Іванович            | 05.11.2010            | вища               | позапартійний          | Іванопільська загальноосвітня школа, вчитель                               |
| 10                                    | Романець Микола Дем'янович         | 05.11.2010            | вища               | позапартійний          | Іванопільська дільнична лікарня, лікар                                     |
| 12                                    | Одинецька Антоніна Василівна       | 05.11.2010            | середня            | позапартійна           | Іванопільська селищна рада, діловод                                        |
| 13                                    | Овчар Валентина Володимирівна      | 05.11.2010            | середня            | позапартійна           | тимчасово не працює                                                        |
| 18                                    | Пелихівський Володимир Йосипович   | 05.11.2010            | середня            | член Партії регіонів   | Бердичівське лісництво, лісник                                             |
| 19                                    | Андрійчук Ніна Петрівна            | 05.11.2010            | середня спеціальна | член Партії регіонів   | Іванопільська селищна рада, касир                                          |
| Українська соціал-демократична партія |                                    |                       |                    |                        |                                                                            |
| 2                                     | Мацевіцький Микола Петрович        | 05.11.2010            | середня спеціальна | позапартійний          | Іванопільська селищна рада, спеціаліст відділу земельних ресурсів          |
| Самовисування                         |                                    |                       |                    |                        |                                                                            |
| 1                                     | Новіцька Надія Михайлівна          | 05.11.2010            | середня спеціальна | позапартійна           | пенсіонер                                                                  |
| 5                                     | Палій Олена Миколаївна             | 05.11.2010            | середня            | позапартійна           | тимчасово не працює                                                        |
| 8                                     | Дедерко Валерій Костянтинович      | 05.11.2010            | вища               | позапартійний          | Іванопільська загальноосвітня школа, вчитель                               |
| 11                                    | Мельник Ігор Васильович            | 05.11.2010            | вища               | позапартійний          | Аптечний кіоск «Айболит», провізор ветмедицини                             |
| 14                                    | Зажицька Анжела Володимирівна      | 05.11.2010            | середня спеціальна | позапартійна           | Іванопільська дільнична лікарня, медсестра                                 |
| 15                                    | Бутік Оксана Миколаївна            | 05.11.2010            | середня спеціальна | позапартійна           | ЗАТ «Зернопродукт МП», завсклад                                            |
| 16                                    | Якубовський Олександр Миколайович  | 05.11.2010            | вища               | позапартійний          | Іванопільська загальноосвітня школа, відповідальний за газове господарство |
| 17                                    | Ковбасюк Богдан Володимирович      | 05.11.2010            | вища               | позапартійний          | Іванопільська загальноосвітня школа, вчитель                               |
| 20                                    | Зеленюк Наталія Анатоліївна        | 05.11.2010            | вища               | позапартійна           | СТОВ «Агрокомплекс-98», економіст                                          |

## Історія
Раду було утворено 1923 року, як Янушпільську сільську, в складі містечка Янушпіль та хуторів Вацлавина, Зелена, Медведиха, Мила, Новина, Обдиранка Янушпільської волості Житомирського повіту Волинської губернії. 20 жовтня 1938 року реорганізована до рівня селищної ради.
7 червня 1946 року перейменована на Іванопільську селищну раду. Відповідно до інформації довідника «Українська РСР. Адміністративно-територіальний поділ», станом на 1 вересня 1946 року селищна рада входила до складу Янушпільського району Житомирської області, на обліку в раді перебували смт Іванопіль та х. Медведиха.
Станом на 1 січня 1972 року селищна рада входила до складу Чуднівського району Житомирської області, на обліку в раді перебували смт Іванопіль та с. Михайленки.
4 січня 1986 року до складу ради включене с. Радісне Краснопільської сільської ради.
У 2020 році, відповідно до розпорядження Кабінету Міністрів України № 711-р від 12 червня 2020 року «Про визначення адміністративних центрів та затвердження територій територіальних громад Житомирської області», територію та населені пункти ради було включено до складу Краснопільської сільської територіальної громади Бердичівського району Житомирської області.
Входила до складу Янушпільського (7.03.1923 р.), Чуднівського (28.11.1957 р., 8.12.1966 р.), Бердичівського (30.12.1962 р.) районів.